# Projector

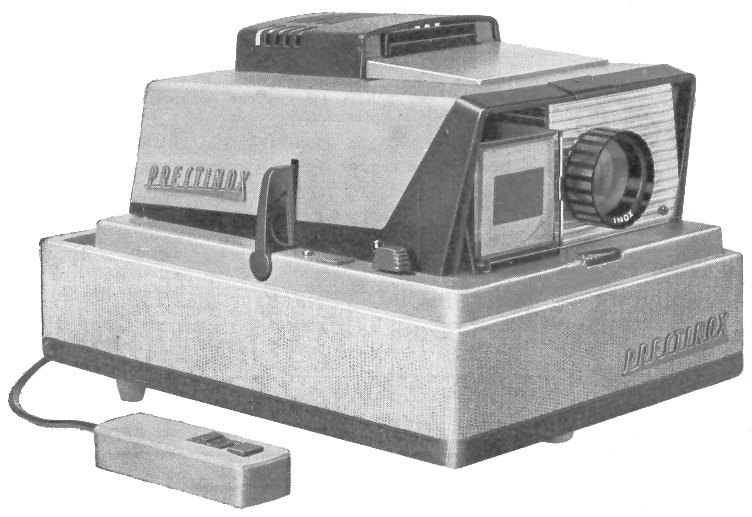
Prestinox-diaprojector uit 1960

Een projector is een optisch apparaat om al dan niet bewegende afbeeldingen optisch weer te geven op een scherm of muur.
Er bestaan verschillende soorten projectoren:
- Videoprojector voor televisie-, video- of computerbeelden; de eidophor was de voorloper hiervan
- Diaprojector voor dia's
- Filmprojector voor films
- Overheadprojector voor transparante originelen
- Episcoop voor ondoorzichtige afbeeldingen
- Toverlantaarn